# Deichmann SE
Deichmann SE és el minorista de calçat més gran d'Europa i té la seu a Essen, Alemanya.

## Història

### Primers anys 1913-1940
Heinrich Deichmann, nascut el 1888, va obrir una sabateria, anomenada Schuhreparatur Elektra, l'any 1913 als 25 anys a l'actual Johannes-Brokamp-Straße de Borbeck, que es va incorporar a la ciutat d'Essen dos anys més tard. Al principi, els seus clients eren principalment miners de l'aleshores emergent zona del Ruhr que necessitaven reparacions de calçat barates, formant part de la franja d'ingressos més baixos. Després de la Primera Guerra Mundial, Deichmann i els seus sabaters van produir les seves pròpies sabates per primera vegada. Poc després, Heinrich Deichmann va comprar nous productes barats a les fàbriques de sabates per revendre-los als seus propis clients. Heinrich Deichmann va obrir la primera gran botiga de sabates a Borbecker Markt el 1936. La seva dona, Julie, es va fer càrrec del negoci després de la seva mort el 1940.

### Després de la Segona Guerra Mundial
Després de la Segona Guerra Mundial, Deichmann va improvisar fent 50.000 parells de sabates amb fusta d'àlber i arnesos de paracaigudes. A més, es va crear una botiga d'intercanvi de sabates usades, que va créixer ràpidament fins a un total de 5.000 clients registrats. Al principi, el seu fill Heinz-Horst Deichmann va ajudar a l'empresa, i va obrir la primera botiga fora d'Essen a Ackerstraße a Düsseldorf a finals dels anys quaranta. Va estudiar teologia, es va doctorar en medicina i va continuar dirigint el petit negoci familiar juntament amb la seva mare. Va abandonar la seva carrera com a metge l'any 1956 per assumir totalment la direcció del negoci del calçat, després de comprar-les la part del negoci a llurs quatre germanes grans. El 1963, l'empresa operava 16 botigues al llarg del Rin i al Ruhr. Sota la direcció de Heinz-Horst Deichmann, l'empresa va créixer fins a convertir-se en el líder del mercat en el comerç minorista de calçat alemany i europeu. Deichmann va ser el primer a introduir els expositors i més tard el concepte de rack-room a Alemanya, on les sabates es presenten en caixes perquè els clients les puguin provar directament.

### Expansió internacional i adquisicions
L'empresa va adquirir la cadena de sabates Dosenbach a Suïssa el 1973, seguida de la cadena de sabates i esports Ochsner el 1992. Les dues cadenes es van fusionar per formar Dosenbach-Ochsner. Els seus noms encara s'utilitzen avui per a les sucursals situades a Suïssa. L'empresa es va expandir als EUA el 1984, els Països Baixos el 1985, Àustria el 1992 i Polònia el 1997. El fill de Heinz-Horst Deichmann, Heinrich Otto, va assumir la presidència del consell el 1999. Les seves germanes no treballen a l'empresa. L'any 2001 es van obrir sucursals a Hongria i al Regne Unit. Va seguir Dinamarca i la República Txeca el 2003, Eslovàquia el 2004, Eslovènia i Turquia el 2006, Romania el 2007 i Bulgària el 2009. La mil·lèsima sucursal d'Alemanya es va obrir el 2006. L'empresa es va canviar legalment a Societas Europaea l'1 de Gener de 2010. Deichmann va obrir les seves primeres botigues a França i Bèlgica el 2017. El grup tenia un total de 4.205 oficines a tot el món el 2019.
Als Estats Units, Deichmann SE va completar l'adquisició més gran de la història de la companyia amb la compra de la cadena KicksUSA el 2018 amb més de 60 botigues al sector de roba de carrer i calçat esportiu. La Xina també va iniciar activitats al mercat xinès el 2019 i va obrir les seves primeres sucursals a Estònia, Letònia i Dubai.
Deichmann va ser la primera empresa que va crear una botiga en línia de sabates l'any 2000. Actualment, l'empresa va cap a les 40 (2017: 36) botigues en línia a nivell internacional i està treballant per ampliar el seu concepte omnicanal.

## Posicionament al mercat
Durant l'any fiscal 2019, el grup Deichmann va vendre uns 183 milions de parells de sabates a tot el món, un 40% dels quals a Alemanya. A 31 de desembre de 2019, el grup donava feina a uns 43.000 empleats a 30 països i és el líder del mercat minorista de calçat europeu.
Deichmann no produeix les seves pròpies sabates, sinó que compra sabates a uns 40 països. El seu principal mercat de compra és Àsia.
Deichmann va comprar les marques tradicionals Gallus i Elefanten-Schuh el maig de 2005. Gallus és una fàbrica de sabates fundada pel sabater de Mönchengladbach Heinrich Vogels el 1880, que va tenir la seu a Dülken fins al 1997. El nom Gallus es remunta a la família de fabricants Hahn de Göttingen (Gallus en llatí), dels quals Heinrich Vogels va adquirir els drets de la marca a la dècada de 1930. La fàbrica i marca Elefanten-Schuh (Clèveris) va ser closa pel fabricant anglès de sabates Clarks a finals de 2004 després de no trobar un inversor adequat. Des de llavors, les sabates que Deichmann compra als proveïdors s'han venut amb les marques Elefanten i Gallus. Deichmann no produeix les seves pròpies sabates.
Els Pussycat Dolls van col·laborar amb Deichmann en anuncis testimonials, a partir del març de 2006. L'atleta extrem i músic Joey Kelly va aparèixer a la publicitat de la marca de sabates de running Victory de Deichmann. La col·lecció Sugababes es va publicar a la primavera del 2008, amb la seva cançó "Denial" utilitzada a la campanya de publicitat televisiva. La supermodel nord-americana Cindy Crawford va desenvolupar la seva pròpia col·lecció de sabates exclusivament per a Deichmann sota el segell 5th Avenue el 2009. Halle Berry va aparèixer a la publicitat de Deichmann el 2012. Sylvie Meis va presentar la seva primera col·lecció de sabates per a Deichmann el 2015, amb col·leccions addicionals llançades el 2016 i el 2017. Ellie Goulding també va llançar la seva pròpia col·lecció per a Deichmann el 2017. Deichmann va col·laborar amb la cantant Rita Ora per llançar una col·lecció de 40 dissenys de sabates de dona el 2019.
La marca Dosenbach pertanyent a l'empresa Deichmann es va fer càrrec del patrocini del títol de la segona lliga de futbol de més alt nivell a Suïssa durant una temporada, que es va anomenar Dosenbach Challenge League durant aquest temps.